# Green Acres (Dakota del Norte)
Green Acres es un lugar designado por el censo ubicado en el condado de Rolette en el estado estadounidense de Dakota del Norte. En el censo de 2010 tenía una población de 575 habitantes y una densidad poblacional de 147,51 personas por km².

## Geografía
Green Acres se encuentra ubicado en las coordenadas 48°50′17″N 99°41′24″O / 48.83806, -99.69000. Según la Oficina del Censo de los Estados Unidos, Green Acres tiene una superficie total de 3.9 km², de la cual 3.9 km² corresponden a tierra firme y (0%) 0 km² es agua.

## Demografía
Según el censo de 2010, había 575 personas residiendo en Green Acres. La densidad de población era de 147,51 hab./km². De los 575 habitantes, Green Acres estaba compuesto por el 3.48% blancos, el 0.17% eran afroamericanos, el 94.96% eran amerindios, el 0% eran asiáticos, el 0% eran isleños del Pacífico, el 0.35% eran de otras razas y el 1.04% pertenecían a dos o más razas. Del total de la población el 2.09% eran hispanos o latinos de cualquier raza.